# Colleen Madamombe
Colleen Madamombe (Harare, 1964 - 31 de mayo de 2009) fue una escultora de Zimbabue. Junto con Agnes Nyanhongo, es una de las escultoras en piedra más reconocidas de su país.

## Datos biográficos
Colleen Madamombe, nacida en 1964 en Salisbury, Rodesia (actual Harare, tras la independencia de Zimbabue en 1980) recibió su educación secundaria en el colegio de Kutama, entre 1979 y 1984. Obtuvo un diploma en Bellas Artes en la BAT Escuela Taller  de la Galería Nacional de Zimbabue de 1985-1986 y en 1986 se casó con el escultor zimbabuense Fabian Madamombe, con quien después tuvo siete hijos. Inicialmente, se especializó en dibujo y pintura, pero en 1987 comenzó a ayudar a su marido con su escultura en el Parque de Esculturas Chapungu, donde comenzó a tallar en piedra. Colleen entabló una estrecha amistad con su ecomapñera la escultora Agnes Nyanhongo , y rápidamente desarrolló su propio estilo escultórico en los tres años que se quedó a tiempo completo en Chapungu. Mientras que algunos de sus primeros trabajos fueron inspirados por la observación de las hormigas, abejas, mariposas y orugas, Colleen adquirió reconocimiento por su representación de las mujeres y su cultura Shona. Ilustró muchos de los temas de la mujer: las mujeres en el trabajo, la cosecha, el transporte de agua o de los niños y dar a luz. Sus pequeñas figuras de mujeres fuertes se convirtieron rápidamente en un símbolo de la feminidad en Zimbabue y fueron adoptados por el Festival de Cine Internacional de Zimbabue, como galardón para todas  las participantes ganadoras mujeres. Ella ganó el premio a la "Mejor Artista Femenina de Zimbabue" tres veces.
Colleen trabajó principalmente en Springstone (un tipo local de roca serpentina dura muy utilizado por los escultores de Zimbabue); pero también utilizó el ópalo (una variedad más suave de serpentina), citamos como ejemplo, su gran obra "The Birth" (El Nacimiento), que ahora forma parte de la colección permanente Chapungu. Utilizó tanto la piedra en bruto como el pulido en sus esculturas, a menudo dejando las partes de la superficie de la piedra en su forma original oxidada para proporcionar color al pelo o la ropa, mientras que la creación de expresivos rostros, brazos y manos eran concluidas con la piedra pulida negra. También lel vestuario fue tratado con texturas diferentes, así por ejemplo una falda era cincelado sobre una superficie áspera y gris, mientras que otras prendas de vestir como una blusa era punteada con una textura más fina. El efecto general y la materia se reconoce al instante.·
Muchas de las obras de Colleen se exhiben y venden fuera de Zimbabue. Por ejemplo, se incluyeron en exposiciones itinerantes de obras de artistas de Chapungu, que se expusieron en jardines botánicos del Reino Unido y EE. UU. El catálogo "Chapungu: Culture and Legend – A Culture in Stone" para la exposición en los jardines de Kew del año 2000 muestra las  esculturas de Colleen "Growing Well" (Creciendo Bien - una madre y un bebé en Springstone, 1997) en la página 28-29 y "Dancing Woman" (Mujer bailando - Opal Stone, 1993) en la página 64-65. Las obras presentadas en estas exposiciones incluyeron a casi todos los artistas conocidos como la "primera generación" de escultores de Zimbabue, por ejemplo, Joram Mariga, , Henry Munyaradzi y Bernard Takawira. En este contexto, Colleen se describe generalmente como perteneciente a la "segunda generación", pero los términos son imprecisos, como comenta Celia Winter-Irving. En 2004, las obras de Colleen y Fabian Madamobe fueron incluidas en una exposición en el Jardín Botánico de Berlín. El catálogo ilustra su escultura de figuras de tamaño natural "Playing Ball" (jugando a la pelota)  y "Mother's Care" (Cuidado de la Madre).
A través de la determinación y la aptitud Colleen ganó la aclamación mundial. Ella murió el 31 de mayo de 2009 y está enterrada cerca de su casa rural en Zvimba. Una exposición sobre su vida y obra se llevó a cabo en la Galería Nacional de Zimbabue en marzo de 2010.